# Kostel svaté Anny (Smrček)
Kostel svaté Anny ve Smrčku je původně gotický kostel z počátku 14. století, později barokně upravený, v severozápadní části obce Smrček v okrese Chrudim v Pardubickém kraji. Od roku 1964 je kostel zapsán do státního seznamu kulturních památek.

## Historie a popis
Kostelík ve Smrčku je zmiňován už v roce 1349. Z původní stavby je dochován presbytář. Loď a vnější vzhled byly upraveny barokně, podle datace za oltářem pravděpodobně kolem roku 1669.
Kostel je jednolodní, loď má plochý dřevěný strop. Pětiboký presbytář má křížovou klenbu, jsou dochovány zbytky žeber. Po levé, severní straně lodi je sakristie, v západním průčelí je nízká hranolová věž se severním schodišťovým přístavkem; podvěží má rovněž křížovou klenbu. 
Od roku 2015 je kostelík majetkem obce, která v něm začala pořádat koncerty a další kulturní akce a zahájila jeho rekonstrukci. V letech 2017–2018 byl restaurován trojkřídlý hlavní oltář s obrazem svaté Anny. Oltář se kvůli poškození dřevokazným hmyzem nacházel v havarijním stavu; jedná se o nejstarší zachované vybavení objektu, pořízené při barokních úpravách kostela v roce 1669. Při sondážním průzkumu se zjistilo, že oltář i celý kostel byly původně zasvěceny nejen svaté Anně, ale i svatému Mikuláši. Oltrář je nejstarším dosud zjištěným dílem chrudimského raně barokního malíře Johanna Samuela Gindtera.